# Gongora juruaensis
Gongora juruaensis är en orkidéart som beskrevs av Marcos Antonio Campacci och J.B.F.Silva. Gongora juruaensis ingår i släktet Gongora och familjen orkidéer. Inga underarter finns listade i Catalogue of Life.